# دييغو رينوسو
دييغو رينوسو (بالإسبانية: Diego Reynoso)‏ هو لاعب كرة قدم أرجنتيني في مركز الدفاع، ولد في 1 نوفمبر 1981 في مدينة بارانا، انتري ريوس في الأرجنتين. لعب مع Club Atlético Paraná ‏.

## وصلات خارجية
- دييغو رينوسو على موقع قاعدة بيانات كرة القدم.إي يو (الإنجليزية)
- دييغو رينوسو على موقع Soccerway.com (الإنجليزية)